# نظرية العاملين في الذكاء
طور تشارلز سبيرمان نظرية العامليْن في الذكاء باستخدام تحليل العوامل. لم تدفعه أبحاثه فقط إلى تطوير مفهوم عامل الذكاء العام جي، ولكن أيضًا عامل القدرات الفكرية المحددة إس. بحث كل من إل إل ثيرستون وهاورد غاردنر وروبرت ستيرنبرغ أيضًا في بنية الذكاء، وفي تحليل بياناتهم، توصلوا إلى وجود عامل كامن واحد يؤثر على الذكاء العام للأفراد. ومع ذلك، تعرض سبيرمان في عام 1916 للنقد من قبل غودفري طومسون، الذي ادعى أن دليله لم يكن حاسمًا كما يبدو. تستمر البحوث الحديثة بعملها نحو توسيع النظرية من خلال التحقيق في قانون سبيرمان في الإنتاجية المتناقصة، وإضافة مفاهيم ذات صلة إلى البحث.

## نظرية العامليْن في الذكاء لسبيرمان
في عام 1904، طور تشارلز سبيرمان إجراء إحصائي يسمى تحليل العوامل. في تحليل العوامل، تُختبر المتغيرات من ناحية ارتباطها مع بعضها البعض، ثم يُقيم ارتباط العناصر ذات الصلة للعثور على تكتلات أو مجموعات من المتغيرات. اختبر سبيرمان أداء أشخاص في مختلف المهام التي تتطلب ذكاء. وشملت هذه المهام: التمييز بين الألحان الموسيقية، إدراك الأوزان والألوان، والاتجاهات، والرياضيات. بعد تحليل البيانات التي جمعها، لاحظ سبيرمان أن الذين حققوا نتائج جيدة في إحدى المجالات سجلوا درجات أعلى أيضًا في مجالات أخرى. باستخدام هذه البيانات، استنتج سبيرمان وجود عامل مركزي واحد يؤثر على قدراتنا المعرفية. وسماه سبيرمان عامل الذكاء العام جي.

## مناقشة بنية الذكاء
نظرًا للجدل الدائر حول بنية الذكاء، نشر علماء نفس آخرون أبحاثهم حول الموضوع. إضافةً لتشارلز سبيرمان، وضع ثلاثة آخرون فرضيات حول بنية الذكاء. اختبر إل إل ثيرستون الأفراد على 56 قدرة مختلفة؛ وأسس بناءً على بياناته سبع قدرات عقلية أساسية تتعلق بالذكاء. وصنفها على النحو التالي: القدرة المكانية، والقدرة العددية، والطلاقة اللفظية، والذاكرة، والسرعة الإدراكية، والقدرة على فهم الالفاض، والاستدلال الاستقرائي. حلل باحثون آخرون، مهتمون بهذه الدراسة البحثية الجديدة، بيانات ثيرستون، واكتشفوا أن الذين حققوا درجات عالية في مجال واحد كانوا في الغالب ناجحين في المجالات الأخرى. دعم هذا الاكتشاف وجود عامل أساسي يؤثر عليهم، وهو العامل جي.
اقترح هاورد غاردنر في نظريته حول الذكاءات المتعددة أن الذكاء يتألف من قدرات متعددة. وحدد ثمان أنواع للذكاء: لغوي، موسيقي، بصري، معرفة الآخرين، معرفة الذات، منطقي، رياضي، حركي، وطبيعي. ووضع احتمالية وجود قدرة تاسعة هي الذكاء الوجودي. اقترح غاردنر أن الأفراد الذين يتفوقون في إحدى القدرات سيفشلون في الأخرى. بدلاً من ذلك، أظهرت نتائجه أن كل من الأنواع الثمانية التي وضعها للذكاء ترتبط بشكل إيجابي مع بعضها البعض. بعد مزيد من التحليل، وجد غاردنر أن المنطق والقدرات المكانية واللغوية والرياضية كلها مرتبطة ببعضها البعض، ما يوفر الدليل الذي يدعم وجود عامل أساسي بارز في الذكاء العام هو العامل جي.
اتفق روبرت ستيرنبرغ مع غاردنر على فكرة وجود عدة أنواع للذكاء، لكنه ضيّق نطاقه إلى ثلاث بنود ضمن نظريته ذات الأبعاد الثلاثية في الذكاء: التحليلي والإبداعي والعملي. عرف الذكاء التحليلي على أنه مهارات في حل المسائل في الاختبارات والحياة الأكاديمية. أما الذكاء الإبداعي فهو كيفية تفاعل الناس وتكيفهم مع المواقف الجديدة أو قدرتهم على تكوين أفكار جديدة. يُعرَّف الذكاء العملي بأنه المنطق اليومي المستخدم عندما تتعدد الحلول أو الخيارات. عندما حلل ستيرنبرج بياناته، فاجأته العلاقة الكامنة بين الأنواع الثلاثة للذكاء. كانت البيانات مشابهة لما وجده علماء النفس الآخرون. وجد أن القدرات الذهنية الثلاثة ترتبط ارتباطًا وثيقًا ببعضها البعض، وهو الدليل على وجود عامل تأثير أساسي هو العامل جي.

لم يتفق جميع علماء النفس مع سبيرمان ونظريته في الذكاء العام. في عام 1916، كتب غودفري طومسون مقالة انتقد سبيرمان فيها:
الهدف من هذه المقالة هو إظهار أن الأدلة التي قدمها البروفيسور سبيرمان لصالح وجود القدرة العامة ليست بأي شكل من الأشكال «حاسمة». صحيح أنها لا تنفي وجود مثل هذا العامل المشترك ولكنها لا تثبت وجوده أيضًا. تدور النقطة الأساسية في فرضية البروفيسور سبيرمان حول وجود هذا العامل العام. اتفق هو وأقرانه على وجود عوامل محددة خاصة بالاختبارات الفردية، واتفقوا على وجود مجموعة عوامل تنطبق على بعض الاختبارات وليس كلها. الفرق هو أن البروفيسور سبيرمان يقول أنه يوجد عامل منفرد آخر ينطبق على جميع الاختبارات، وأنه من خلال تجميع بعض الاختبارات، يمكن قريبًا إزالة مجموعة العوامل هذه والوصول إلى نقطة تكون فيها جميع الارتباطات ناتجة عن العامل العام وحده.

## تطور نظرية سبيرمان

### الأدلة التجريبية
اقترح سبيرمان في البداية مصطلح للذكاء العام سماه العامل جي، لقياس درجة الذكاء في نظريته «نظرية العاملين في الذكاء». بحث سبيرمان لأول مرة في تجربة على 24 طفل من مدرسة قروية صغيرة بقياس ثلاثة معايير فكرية، بناءً على تصنيف المعلمين، لدراسة المعيارين الفكري والحسي بشكل مختلف: الذكاء المدرسي، والمنطق العام أي، والمنطق العام بي. أظهرت نتائجه أن معامل الارتباط لبيرسون بين المقاييس الفكرية والحسية هو +0.38، وبين الذكاء المدرسي والمنطق العام +0.55، ومعامل ارتباط المعايير الثلاثة +0.25. طُبقت هذه البيانات على أفراد آخرين بما في ذلك طلاب المدرسة الثانوية. اقترح سبيرمان ضرورة الجمع بين المعيارين الفكري والحسي لتقييم الذكاء العام.

### العامل إس والعامل جي
اقترح سبيرمان أن نظرية العاملين لها مكونان. يؤثر عامل الذكاء العام جي، على الأداء في جميع المهام العقلية، بينما يؤثر عامل آخر على القدرات في مهام معينة. لشرح اختلافات الأداء في المهام المختلفة، افترض سبيرمان أن هذا العامل الآخر كان مخصصًا لجانب معين من الذكاء. وسمى العامل الثاني المخصص لقدرة معينة العامل إس. فيما يتعلق بالعامل جي، رأى سبيرمان أنه يحدد زيادة أو قلة الذكاء العام الذي يتمتع به الأفراد، في حين أن العامل إس كان مختلفًا من شخص لآخر ضمن مهمة معينة. في عام 1999، وصف عالم الوراثة روبرت بلومين العامل جي بقوله: «يعد العامل جي أكثر المقاييس الموثوقة والصحيحة في المجال السلوكي ... وهو يستدل على نتائج اجتماعية مهمة مثل المستويات التعليمية والمهنية بشكل أفضل بكثير من أي عامل آخر». 
لتصور العامل جي، تخيل مخطط فن مؤلف من أربع دوائر متداخلة. في منتصف الدوائر المتداخلة، سيكون العامل جي الذي يؤثر على جميع أنواع الذكاء المحددة، بينما يمثل العامل إس الدوائر الأربعة. على الرغم من أن عدد عوامل إس المحددة غير معروف، إلا أن عددًا قليلًا كان مقبولًا نسبيًا: الميكانيكي، والمكاني، والمنطقي، والحسابي.
دفع الاهتمام المتزايد بالنقاش الدائر حول بنية الذكاء سبيرمان إلى توضيح فرضيته والدفاع عنها. ادعى أن العامل جي لم يكن مكونًا من قدرة واحدة، بل قدرتين فريدتين متأثرتين جينيًا مجتمعتان معًا. اقترح أن الفهم المستقبلي للتفاعل بين هاتين القدرتين المختلفتين من شأنه أن يغير بشكل جذري كيفية فهم الاختلافات الفردية وعملية الإدراك في علم النفس، وربما يخلق أساسًا للحكمة.

## التأثير على علم النفس

### اختبار الذكاء
تستخدم العديد من الأبحاث حاليًا نموذج سبيرمان لاختبار الذكاء في الدراسات الحالية. رغم أن جميع الدراسات لا تستخدم حاليًا نموذج سبيرمان بحد ذاته لاختبار الذكاء، إلا أنها أضافت بعض المفاهيم الحديثة إلى تلك الدراسة. وصف سبيرمان وجود علاقة وظيفية بين الذكاء وقدرات التمييز الحسية. توصلت الأبحاث الحديثة إلى وجود تداخل بين الذاكرة العاملة والقدرات التمييزية العامة والذكاء السائل. بنى عمله ووسعه وربطه بالعديد من العوامل الأخرى المتعلقة بالذكاء.

### علم النفس الحديث
مازالت هذه النظرية موجودة إلى حد كبير في علم النفس الحديث اليوم. يدرس الباحثون هذه النظرية ويعملون على إعادة صياغتها في البحوث الحديثة. مازال العامل جي يُدرس بشكل مستمر في الأبحاث الحالية. على سبيل المثال، يمكن استخدام دراسة معينة ومقارنتها مع مختلف معايير الذكاء المماثلة الأخرى. تمت مقارنة المقاييس مثل مقياس وكسلر لذكاء الأطفال مع  العامل جي لسبيرمان، ما دل على وجود انخفاض في الأهمية الإحصائية.
عملت البحوث لدمج المواضيع النفسية الحديثة في نظرية العاملين لسبيرمان. وكان مفهوم الطبيعة ضد التنشئة أحد المواضيع التي دُرست من خلال العامل جي لسبيرمان. تظهر الأبحاث أنه على الرغم من أن العوامل البيئية تؤثر على العامل جي بشكل مختلف، وُجد أن الأثر يكون أكبر في وقت مبكر من الحياة، مقارنةً بمرحلة البلوغ حيث لا يوجد تأثير يُذكر. تبين وجود أثر كبير للعوامل الجينية على العامل جي في الذكاء.